# 政務官 (ローマ)
古代ローマの政務官（せいむかん、ラテン語: magistratus）とは、民会によって選出され、実際の政務や軍事を行う職である。

## 概要
民会により選出される。通常は独裁を予防するため複数人が任命され、任期は1年。ただし非常時に任命されるディクタトルについては1人のみであり、その代わり任期は6カ月に限定された。すべて無給だが、名誉ある職と見なされていた。
各政務官は、同僚及び下級の政務官に対する拒否権を有する。また、独裁官、執政官、法務官にはインペリウム（命令権）が与えられた。ただし、非常時には執政官、法務官経験者に前執政官（プロコンスル）・前法務官（プロプラエトル）としてインペリウムを付与することもあった。
任期終了後は元老院議員の資格を得る。また前執政官や前法務官は属州総督として属州統治や軍の指揮を担った。

## 政務官一覧
| 官職名                         | 選出機関                      | 任期  | 人数         | 就任資格                     | 権限                                                                          |                                                                                           |
| ------------------------------ | ----------------------------- | ----- | ------------ | ---------------------------- | ----------------------------------------------------------------------------- | ----------------------------------------------------------------------------------------- |
| ディクタトル（独裁官）         | コンスルによる指名            | 半年  | 1名          |                              | 全ての公職者に優越する                                                        | 元老院が非常事態を宣言した時の臨時政務官。 リクトル24名（ポメリウム内では12名）による護衛 |
| コンスル（執政官）             | ケントゥリア民会              | 1年   | 2名          | プラエトル経験者で43歳以上   | 内政・軍事の最高命令権                                                        | リクトル12名による護衛                                                                    |
| プラエトル（法務官）           | ケントゥリア民会              | 1年   | 6名から16名  | クァエストル経験者で40歳以上 | 内政・軍事でコンスルに次ぐ命令権。 平時は司法を担当                           | リクトル6名による護衛                                                                     |
| アエディリス（造営官）         | トリブス民会                  | 1年   | 4名から6名   |                              | 公共施設の造営・管理、祭儀の管理、食料確保                                    |                                                                                           |
| クァエストル（財務官）         | トリブス民会→ケントゥリア民会 | 1年   | 20名から40名 | 30歳以上                     | 中央では国家財政を担当。 コンスルに伴い戦場に同行し軍団会計を担当             |                                                                                           |
| トリブヌス・プレブス（護民官） | プレブス民会                  | 1年   | 10名         | クァエストル経験者           | プレブス（平民）の保護。 他の政務官や元老院の決定の取消権                     | 政務官の中で唯一身体の不可侵権を持つ                                                      |
| ケンソル（監察官）             | ケントゥリア民会              | 1年半 | 2名          | コンスル経験者               | 5年に1度のケンスス（国勢調査）を担当。 元老院議員やエクィテスの追放や風紀取締 | 5年に1度選出される最高名誉職                                                              |